# Олімпійська збірна Фіджі з футболу
Олімпійська збірна Фіджі з футболу — фактично національна молодіжна футбольна команда держави Фіджі, якою керує Футбольна асоціація Фіджі. За збірну виступають гравці віком до 23 років.

## Історія
Олімпійська збірна Фіджі дебютувала на Олімпійських іграх 2016 року, де в групі «C» програла всі три матчі Південній Кореї 0:8, мексиканцям 1:5 та німцям 0:10.

## Статистика виступів

### Олімпійські ігри
| Виступи     | Виступи            | Виступи            | Виступи            | Виступи            | Виступи            | Виступи            | Виступи            | Виступи            |
| Рік         | Раунд              | Позиція            | МЗ                 | В                  | Н*                 | П                  | ГЗ                 | ГР                 |
| ----------- | ------------------ | ------------------ | ------------------ | ------------------ | ------------------ | ------------------ | ------------------ | ------------------ |
| 1900 – 1988 | не брала участь    | не брала участь    | не брала участь    | не брала участь    | не брала участь    | не брала участь    | не брала участь    | не брала участь    |
| 1992        | не кваліфікувалась | не кваліфікувалась | не кваліфікувалась | не кваліфікувалась | не кваліфікувалась | не кваліфікувалась | не кваліфікувалась | не кваліфікувалась |
| 1996        | не кваліфікувалась | не кваліфікувалась | не кваліфікувалась | не кваліфікувалась | не кваліфікувалась | не кваліфікувалась | не кваліфікувалась | не кваліфікувалась |
| 2000        | не кваліфікувалась | не кваліфікувалась | не кваліфікувалась | не кваліфікувалась | не кваліфікувалась | не кваліфікувалась | не кваліфікувалась | не кваліфікувалась |
| 2004        | не кваліфікувалась | не кваліфікувалась | не кваліфікувалась | не кваліфікувалась | не кваліфікувалась | не кваліфікувалась | не кваліфікувалась | не кваліфікувалась |
| 2008        | не кваліфікувалась | не кваліфікувалась | не кваліфікувалась | не кваліфікувалась | не кваліфікувалась | не кваліфікувалась | не кваліфікувалась | не кваліфікувалась |
| 2012        | не кваліфікувалась | не кваліфікувалась | не кваліфікувалась | не кваліфікувалась | не кваліфікувалась | не кваліфікувалась | не кваліфікувалась | не кваліфікувалась |
| 2016        | Груповий етап      | 16-е               | 3                  | 0                  | 0                  | 3                  | 1                  | 23                 |
| Всього      | Всього             | Всього             | 3                  | 0                  | 0                  | 3                  | 1                  | 23                 |